# Bambole Reborn

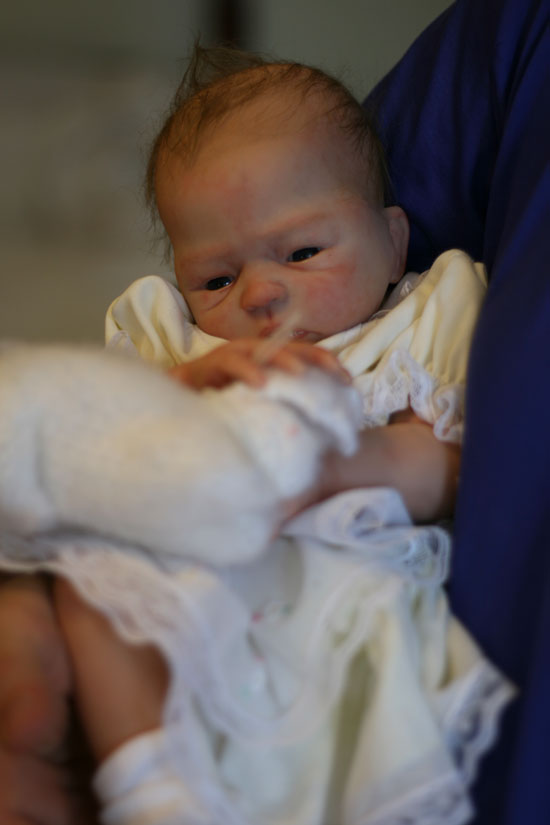
Tipica bambola reborn

Le bambole Reborn, in italiano tradotte letteralmente come "bambole rinate", cioè nate due volte, sono bambole in vinile molto realistiche, lavorate artigianalmente in modo da essere rese somiglianti il più possibile ai bambini veri.
La tecnica artistica di creazione di una bambola reborn è definita Reborning. Gli artisti e le artiste che le creano sono definiti Reborn Artists o Reborner.

## Storia
Stabilire una data precisa della nascita del reborning, concepito inizialmente come puro hobby e passato successivamente a forma d’arte, è davvero difficile. Tra la fine degli anni Ottanta e gli inizi degli anni Novanta negli Stati Uniti si diffuse il fenomeno di modificare e “ristrutturare” una semplice bambola, anche di poco valore, magari acquistata in un mercatino, al fine di abbellirla e darle fattezze tali in modo da renderla simile a un bambino vero. Si procedeva alla cancellazione del volto originale della bambola, cioè eliminandone i principali tratti dipinti come occhi, ciglia, sopracciglia, bocca. In tal modo si poteva ridipingerla e ristrutturarla nuovamente in tutte le sue parti. Tale processo non era altro che una prima rudimentale tecnica artistica di quella che oggi si chiama reborning.
Nella seconda parte degli anni Novanta il fenomeno prese sempre più piede. Le prime donne che si occuparono di creare bambole reborn (in inglese reborn dolls) cercavano giornalmente di migliorarsi e di affinare sempre più le tecniche del reborning. Le bambole realizzate venivano vendute (o scambiate) inizialmente in mercatini locali. Ma a diffondere il fenomeno fu internet, luogo virtuale in cui chi si dilettava in questo nuovo hobby poteva “incontrarsi”, attraverso forum e chat, e scambiare le proprie opinioni, confrontare la propria tecnica con quella delle altre e magari iniziare a vendere i propri lavori. Come riporta un articolo del luglio 2009 della rivista Doll Reader, storico magazine del settore dolls pubblicata negli USA a partire dal 1972, la prima bambola reborn venduta via internet (sul sito eBay) risale al 2002. Da quel momento il fenomeno del reborning prese a diffondersi in tutto il mondo: dapprima nei paesi anglosassoni, poi nel resto d'Europa (specialmente Italia e Spagna).
Un grosso e decisivo impulso al commercio delle bambole reborn in Italia lo diede la rivista “La Bacchetta Magica”, pubblicata sin dal 2000 dall'editore Reggiani S.P.A. Gli argomenti trattati nella rivista erano bambole, case delle bambole e miniature. Fino al numero 49 la rivista usciva a cadenza mensile, dall’ottobre 2004 divenne bimestrale. Con il numero 60 (novembre-dicembre 2006) la testata si divise in due, dando vita a due pubblicazioni differenti: “La Bacchetta Magica Miniature”, che sarà pubblicata fino al febbraio 2011, e “La Bacchetta Magica Bambole”, che cesserà le pubblicazioni nel dicembre 2012. In seguito il fenomeno delle bambole reborn e l'arte del reborning si sono sempre più diffusi attraverso i social network.

## Tecniche di reborning
La tecnica per la realizzazione di queste creazioni è nata negli Stati Uniti sul finire del secondo millennio, diffondendosi poi in Europa (soprattutto nei paesi di lingua tedesca), ed è in continuo sviluppo e aggiornamento.

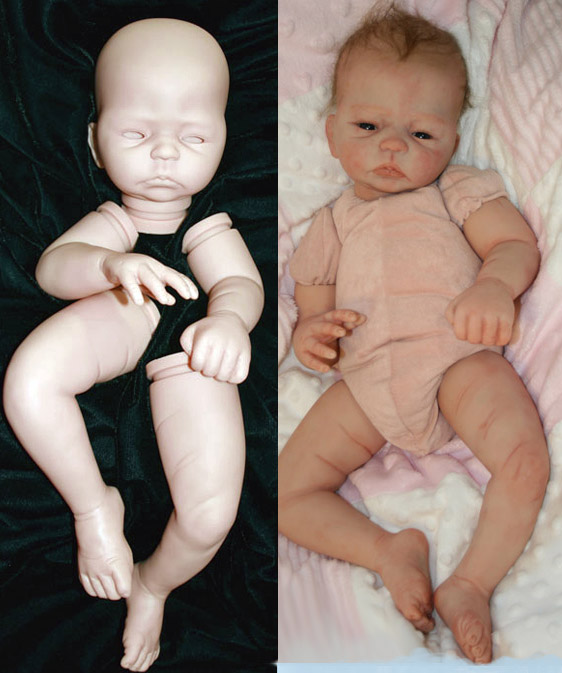
Bambola in vinile nel kit e reborn

Si può iniziare il processo di reborning in due modi:
- Reborning Process - Si parte da una bambola giocattolo che va disassemblata eliminando ogni traccia del colore di fabbrica fino ad ottenere un set di testa ed arti neutri, puliti e pronti per essere sottoposti al reborning.
- Newborning Process - Si parte da un kit composto di testa ed arti, già predisposto all'applicazione della tecnica. Questi kit sono copie di opere originali di scultori di bambole, spesso sono in serie limitata e, in tal caso, sono provvisti di certificato rilasciato dal creatore del kit.

In entrambi i casi, la bambola o il kit alla fine del processo “rinasceranno”, ovvero diventeranno una nuova bambola.

## Preparazione
Si procede preparando il vinile con un accurato lavaggio in acqua saponata per eliminare tutte le impurità derivanti dalla manifattura.
Si passa in seguito alla creazione del colorito naturale della pelle, ottenuto stendendo numerosi livelli di colore, atossici e indelebili, caratterizzato dagli arrossamenti tipici dei bimbi appena nati, dalle vene a fior di pelle, dalle macchiette di latte ed eventuali capillari, da imperfezioni della pelle e da tutto ciò che può rendere maggiormente realistica la bambola (apertura delle narici o inscurimento delle stesse allo scopo di aggiungere profondità).
Segue la rifinitura dei dettagli: viene effettuata un'accurata manicure a manine e piedini, dopodiché vengono lucidati i punti umidi, come la bocca, ed eventuali sbavature per enfatizzare l' "effetto bagnato".
È la volta della cucitura dei capelli, rigorosamente a mano per mezzo di uno speciale ago: vengono inseriti 1 o 2 capelli per volta e fissati all'interno della testa tramite colla.
Questo procedimento prende il nome di "micro-rooting". Per attuarlo si usa il mohair, soffice appunto come i capelli dei bimbi veri.
Si inseriscono gli occhi e, se la bambola ha gli occhi chiusi, si cuciono le ciglia sempre con la tecnica del micro-rooting, oppure le si applica con un'apposita colla.
Si dipingono le sopracciglia e, in seguito, si dota la bambola di un corpo in stoffa articolato, imbottito con fibra sintetica e appesantito con granuli di plastica e microsfere di vetro, in modo che possa assumere e mantenere le pose dei bambini veri. Anche il peso sarà realistico: una bambola reborn deve restituire la sensazione di tenere tra le braccia un bebè in carne e ossa.
Una volta realizzata la reborn, la si veste con abitini da vero neonato, dotandola inoltre di accessori realistici, quali pannolino, ciuccio, peluches. Sovente la bambola viene fotografata e resa disponibile all' "adozione", cioè alla vendita.

## Finalità
Non sono giocattoli per bambini (essendo infatti per legge vietate a minori di 14 anni), ma creazioni artistiche pensate principalmente per l'ambiente collezionistico, e a seconda del tipo di lavorazione il loro prezzo può variare da centinaia a migliaia di euro (ispirate a queste bambole reborn esistono bambole più semplici ma altrettanto realistiche, create artigianalmente da ditte specializzate e destinate anche ai bambini: si acquistano generalmente nei migliori negozi di giocattoli specializzati).
Altri utilizzi delle bambole reborn sono:
- scopi terapeutici (per persone affette da ritardi cognitivi oppure da malattia di Alzheimer)[2][5];
- inserimento in lavori di spettacolo (film, serie tv, opere teatrali), soprattutto per sostituire bambini veri in azioni pericolose[2];
- corsi di preparazione al parto[5].